# اتصال کوتاه (فیلم ۱۹۸۶)
«اتصال کوتاه» (انگلیسی: Short Circuit) فیلمی در ژانر علمی–تخیلی به کارگردانی جان بدهام است که در سال ۱۹۸۶ منتشر شد. از بازیگران آن می‌توان به استیو گوتنبرگ، فیشر استیونس، آستین پندلتن، و برایان مک‌نامارا اشاره کرد.